# 明専寺 (長野県信濃町)
明専寺（みょうせんじ）は、長野県上水内郡信濃町にある浄土真宗本願寺派の寺院。山号は終北山。本尊は木造阿弥陀如来立像。

## 概要
寺伝「明専寺の歴史」によれば、貞永元年（1232年）三河国加茂郡月原村（現豊田市）で天台宗の僧・永円が明専院として創建した。文明17年（1485年）7世念西の時に、蓮如から寺号を与えられ明専寺と改めた。
元亀元年、石山合戦が勃発すると、11代光源は門徒を従えて参加した。天正5年（1577年）徳川家康により、三河から真宗門徒は追放されたため（三河一向一揆）、光源は越後国に赴き、慶長11年（1606年）信濃国に移り、各地を流転の後、延宝4年（1676年）に16世秀海の時に北国街道柏原宿の北端にあたる現在地に伽藍を建立した。
明治35年（1902年）に大火で全焼し、本堂は大正2年（1913年）に、庫裡は昭和53年（1978年）に再建された。鐘楼は明和7年（1770年）の建立である。寺宝としては、親鸞上人直筆の泥筆9字の名号、黒筆10字の名号、蓮如上人の御染筆などがある。俳人小林一茶の菩提寺で、毎年11月19日には一茶忌が開かれ、昭和50年（1975年）には境内に「我と来て遊べや親のない雀」の句碑が建立された。